# Andrei Istrăţescu
Andrei Istrăţescu (3 de desembre de 1975) és un jugador d'escacs romanès amb nacionalitat francesa que té el títol de Gran Mestre des del 1994.
A la llista d'Elo de la FIDE del març de 2022, hi tenia un Elo de 2470 punts, cosa que en feia el jugador número 12 (en actiu) de Romania. El seu màxim Elo va ser de 2677 punts, a la llista del gener de 2014.

## Resultats destacats en competició
El 1991 fou campió d'Europa Sub-16 i campió de Romania.
El 1998 va prendre part al play-off del Campionat del món de la FIDE on eliminà a Aleksandr Txernín a la primera ronda però fou eliminat per Andrei Sokolov a la segona.
El 2005 participà en la Copa del Món de 2005 on eliminà a Ľubomír Ftáčnik a la primera ronda però fou eliminat a la segona per Aleksandr Grisxuk.
El 2010 guanyà el Torneig d'escacs de Hastings amb 7 punts de 9, els mateixos punts però millor desempat que Romain Édouard, David Howell i Mark Hebden.
El maig de 2013 va fer 7½ punts de 9 al Campionat d'Europa (el campió fou Oleksandr Moissèienko), cosa que li va valer la classificació per a la Copa del Món de 2013 on fou eliminat a la primera ronda per Ígor Lissi. L'agost de 2013 fou campió de l'Obert de Dieppe clarament amb 8½ punts de 9, mig punt per davant del noruec Simen Agdestein i a dos punts de la resta.

### Participació en olimpíades d'escacs
Istrăţescu ha participat, representant Romania a set Olimpíades d'escacs entre els anys 1992 i 2008 (dos cops com a 1r tauler), amb un resultat de (+18 =38 –13), per un 53,6% de la puntuació. El seu millor resultat el va fer a les Olimpíada del 1998 en puntuar 6½ d'11 (+3 =7 -1), amb el 59,1% de la puntuació, amb una performance de 2609.